# 終極三國
《終極三國》（英語：K.O.3an Guo）是八大電視及可米國際影視事業股份有限公司聯合製作的一部台灣偶像劇，終極系列第三部，八大電視及民間全民電視公司監製，2008年9月28日開鏡，2010年1月15日殺青。本劇以三國時代作為藍圖，加入不同的現代元素，由胡宇威、陳德修、曾沛慈、任容萱等主演。

## 故事大綱

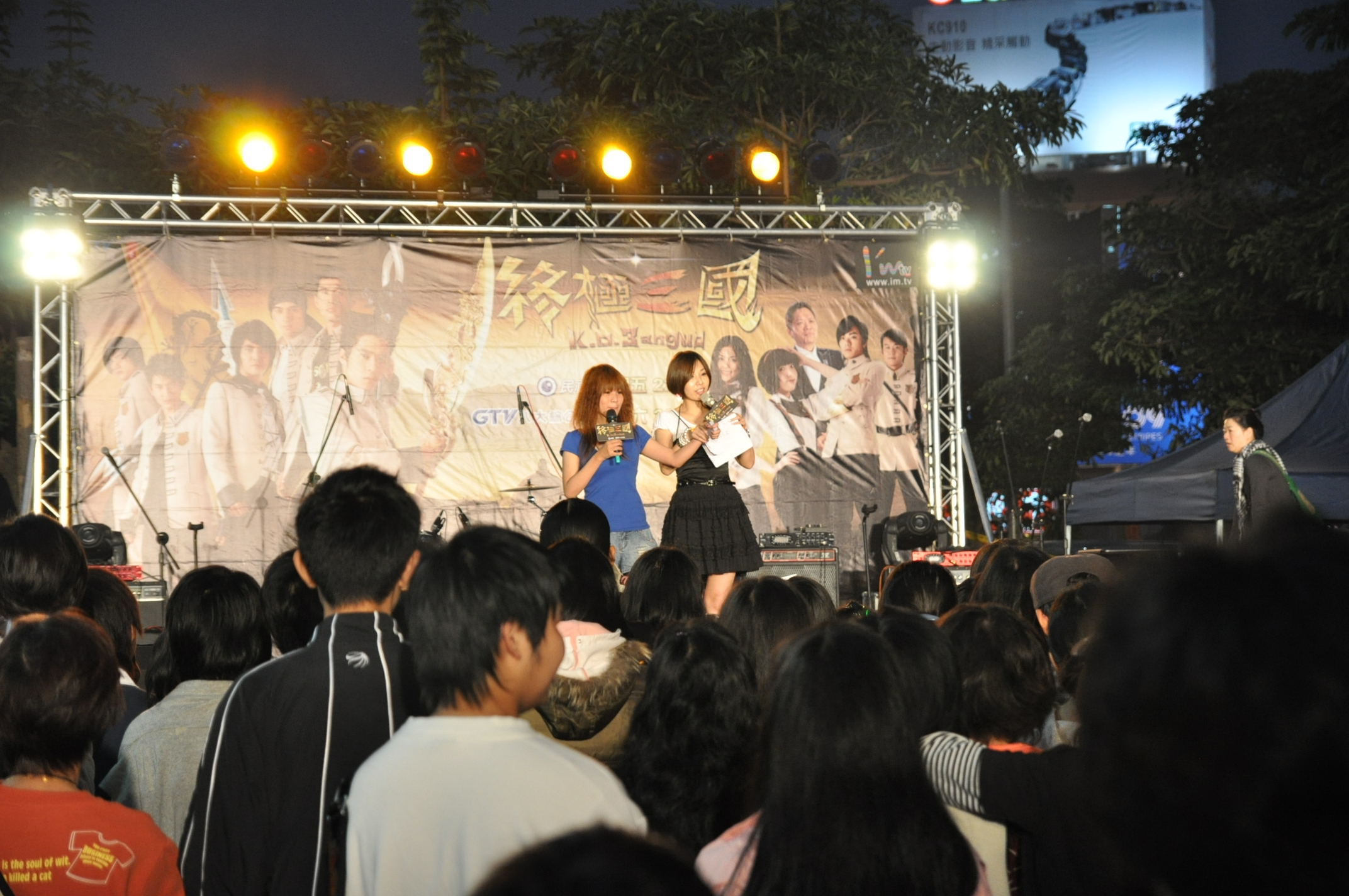
《終極三國》影友會

銀時空的兩兄弟關羽（胡宇崴 飾）和張飛（博焱 飾）經常被勒令退學，在被第二十四所學校退學後，和劉備（陳德修 飾）相遇。正當三人英雄惜英雄時，金時空的汪大東（汪東城 飾）、王亞瑟（辰亦儒 飾）、丁小雨（炎亞綸 飾）和鐵時空的呼延覺羅脩（陳德修  飾）等人來到銀時空旅行，而汪大東不小心掉落的硬幣引發一連串的意外令劉備身受重傷，導致身為劉備時空分身的脩必須代替劉備留下以維持時空秩序，故事主線由脩的事件開始。
關羽、張飛和脩假扮的劉備順利入讀東漢書院，但因為東漢書院樹大招風，惹來黃巾高校和河東高校的來犯，讓東漢書院屢屢處在危機之中。在破解危機的過程中，三人認識了極度耐打的開朗少年—馬超（邵翔 飾）、馬超的好朋友，百發百中的神射手—黃忠（宏正 飾），以及超級美少年—趙雲（班傑 飾），六人其後結拜為兄弟。
兄弟們原本以為可以就這麼順利唸完高中。但一方面黃巾高校在一旁虎視眈眈，想要掠奪東漢書院的資源；另一方面，河東高校的校長董卓（陳博正 飾），也對擁有「全校盟」盟主少帝的東漢書院校長一位野心勃勃。五虎和劉備脩注定無法過著平靜的校園生活，一場制霸天下的爭奪之戰，即將展開......。
（由於此時空是以三國為背景，而異能行者遠多於麻瓜（麻瓜少到可以稱之為稀有種），故此時空為高手遍佈之時空，有別於其它時空。）

## 播出時間
| 頻道       | 所在地   | 播映日期       | 播出時間                      |
| ---------- | -------- | -------------- | ----------------------------- |
| 民視無線台 | 臺灣     | 2009年2月27日  | 每週五22:10-23:40             |
| 八大綜合台 | 臺灣     | 2009年2月28日  | 每週六21:00-22:30             |
| 八大綜合台 | 臺灣     | 2021年8月17日  | 週一至週五07:00               |
| 星和都會台 | 新加坡   | 2009年8月14日  | 每週三至週五19:00（第1季）    |
| 星和都會台 | 新加坡   | 2009年10月28日 | 每週三至週五19:00（第2季）    |
| J2         | 香港     | 2009年8月31日  | 每週一至週五19:00（第1、2季） |
| J2         | 香港     | 2010年7月5日   | 每週一至週五19:30（第3季）    |
| Astro双星  | 马来西亚 | 2009年11月18日 | 每週一至週五22:30（第2季）    |
| 華娛衛視   | 中国大陆 | 2010年2月10日  | 每週一至週五22:15（第2季）    |

## 登場人物

### 主要演員
| - 胡宇威 飾演 關羽 - 陳德修 飾演 劉備／呼延覺羅·脩 - 林曜晟 飾演 張飛 - 班傑 飾演 趙雲 - 邵翔 飾演 馬超 - 羅宏正 飾演 黃忠 - 任容萱 飾演 貂蟬 - 曾沛慈 飾演 孫尚香（葉赫那拉·宇香） - 蔡頤榛 飾演 小喬 - 陳乃榮 飾演 曹操 | - 謝坤達 飾演 呂布 - 陳博正 飾演 董卓／夏蘭荇德·流 - 卜學亮 飾演 王允 - 張皓明 飾演 蔣幹 - 蔡函岑 飾演 大喬 - 黃志瑋 飾演 袁紹 - 修杰楷 飾演 孫權 - 柯有綸 飾演 諸葛亮 - 黃少谷 飾演 周瑜 - 那維勳 飾演 葉赫那拉·思偍（假孫堅）／葉赫那拉·思仁 |

## 製作團隊
- 製片統籌: 張志偉
- 動作導演: 王經緯 鄔汝彬
- 動作指導: 張崇玹（中泰） 李文正（小歪）

## 電視劇歌曲
片頭曲
- 第1~36集：強辯樂團＆武虎將＆東城衞「對手」
- 第37~53集：東城衞「以戰止戰」（收錄於東城衞專輯《東城衞D.C.W.》）

片尾曲
- 第1~13、53集：曾沛慈＆東城衞「夠愛」（原唱：謝和弦＆東城衛）
- 第14~42集：曾沛慈＆東城衞「淚了」
- 第43~52集：武虎將「宇宙無敵超韌性男朋友」

插曲
- 曾沛慈＆東城衞「終極三國」
- 強辯樂團＆任容萱「小心願」
- 強辯樂團「我的天」
- 強辯樂團「小霸王」（原收錄於強辯樂團2007年發行的同名專輯）
- 強辯樂團「大聲唱」
- 陳乃榮「召喚獸」
- 沈懿「馬超他媽的炒碼麵」
- 武虎將「朋友」（原唱：周華健）
- 東城衞「天使的距離」（在劇中由脩演唱；正式版本收錄於《東城衞D.C.W.》）
- 東城衞「想飛」（收錄於東城衞專輯《Wake Me Up》；在劇集的宣傳路演中由曾沛慈演唱）
- 陳乃榮「不再」（收錄於陳乃榮專輯《Paradise》）
- 陳乃榮「短歌行」（改編自曹操所著的同名四言詩，由陳乃榮譜曲、改詞）

## DVD電視劇
- 終極三國（1-5集）發行日期：2009/4/23
- 終極三國（6-10集）發行日期：2009/5/28
- 終極三國（11-15集）發行日期：2009/6/27
- 終極三國（16-20集）發行日期：2009/8/11
- 終極三國（21-25集）發行日期：2009/9/11
- 終極三國（26-30集）發行日期:2009/10/23
- 終極三國（31-35集）發行日期:2009/11/20
- 終極三國（36-40集）發行日期:2009/12/18
- 終極三國（41-45集）發行日期:2010/1/21
- 終極三國（46-53集）發行日期:2010/3/18

## 收視率

### 民視及八大收視率
| 集數 | 民視無線台     | 民視無線台 | 民視無線台     | 八大綜合台     | 八大綜合台 | 備註   |
| 集數 | 播映日期       | 平均收視率 | 同時段收視排名 | 播映日期       | 平均收視率 | 備註   |
| 1    | 2009年2月27日  | 1.39       | 3              | 2009年2月28日  | <0.92      | 第一季 |
| ---- | -------------- | ---------- | -------------- | -------------- | ---------- | ------ |
| 2    | 2009年3月6日   | 1.76       | 3              | 2009年3月7日   | 1.16       |        |
| 3    | 2009年3月13日  | 2.15       | 2              | 2009年3月14日  | 1.05       |        |
| 4    | 2009年3月20日  | 1.77       | 2              | 2009年3月21日  | 0.94       |        |
| 5    | 2009年3月27日  | 1.59       | 2              | 2009年3月28日  | <0.86      |        |
| 6    | 2009年4月3日   | 1.69       | 2              | 2009年4月4日   | <0.80      |        |
| 7    | 2009年4月10日  | 1.77       | 2              | 2009年4月11日  | <0.92      |        |
| 8    | 2009年4月17日  | 1.60       | 2              | 2009年4月18日  | <0.89      |        |
| 9    | 2009年4月24日  | 1.69       | 2              | 2009年4月25日  | <0.92      |        |
| 10   | 2009年5月1日   | 1.53       | 3              | 2009年5月2日   | <0.96      |        |
| 11   | 2009年5月8日   | 1.95       | 1              | 2009年5月9日   | 0.88       |        |
| 12   | 2009年5月15日  | 1.69       | 2              | 2009年5月16日  | <0.85      |        |
| 13   | 2009年5月22日  | 1.53       | 3              | 2009年5月23日  | <0.89      |        |
| 14   | 2009年5月29日  | 1.85       | 2              | 2009年5月30日  | <0.84      |        |
| 15   | 2009年6月5日   | 1.42       | 2              | 2009年6月6日   | 0.89       |        |
| 16   | 2009年6月12日  | 2.06       | 2              | 2009年6月13日  | <0.88      |        |
| 17   | 2009年6月19日  | 1.65       | 2              | 2009年6月20日  | <0.90      | 第二季 |
| 18   | 2009年6月26日  | 1.42       | 3              | 2009年6月27日  | <1.58      |        |
| 19   | 2009年7月3日   | 1.67       | 2              | 2009年7月4日   | <1.37      |        |
| 20   | 2009年7月10日  | 1.64       | 2              | 2009年7月11日  | <1.30      |        |
| 21   | 2009年7月17日  | 1.81       | 2              | 2009年7月18日  | <1.44      |        |
| 22   | 2009年7月24日  | 1.56       | 2              | 2009年7月25日  | <1.35      |        |
| 23   | 2009年7月31日  | 1.84       | 2              | 2009年8月1日   | <1.44      |        |
| 24   | 2009年8月7日   | 2.17       | 2              | 2009年8月8日   | <1.63      |        |
| 25   | 2009年8月14日  | 2.06       | 1              | 2009年8月15日  | <1.45      |        |
| 26   | 2009年8月21日  | 1.79       | 2              | 2009年8月22日  | <0.94      |        |
| 27   | 2009年8月28日  | 2.15       | 2              | 2009年8月29日  | <0.91      |        |
| 28   | 2009年9月4日   | 1.60       | 2              | 2009年9月5日   | <0.95      |        |
| 29   | 2009年9月11日  | 1.95       | 2              | 2009年9月12日  | <0.94      |        |
| 30   | 2009年9月18日  | 1.83       | 2              | 2009年9月19日  | <0.88      |        |
| 31   | 2009年9月25日  | 1.65       | 3              | 2009年9月26日  | <0.90      |        |
| 32   | 2009年10月2日  | 1.66       | 3              | 2009年10月3日  | <0.92      |        |
| 33   | 2009年10月9日  | 1.88       | 2              | 2009年10月10日 | <0.97      | 第三季 |
| 34   | 2009年10月16日 | 2.24       | 1              | 2009年10月17日 | <0.90      |        |
| 35   | 2009年10月23日 | 1.58       | 2              | 2009年10月24日 | <0.88      |        |
| 36   | 2009年10月30日 | 1.74       | 3              | 2009年10月31日 | < 0.91     |        |
| 37   | 2009年11月6日  | 1.96       | 2              | 2009年11月7日  | -          |        |
| 38   | 2009年11月13日 | 1.69       | -              | 2009年11月14日 | -          |        |
| 39   | 2009年11月20日 | 1.76       | 3              | 2009年11月21日 | -          |        |
| 40   | 2009年11月27日 | 1.64       | -              | 2009年11月28日 | -          |        |
| 41   | 2009年12月4日  | 1.69       | 3              | 2009年12月5日  | -          |        |
| 42   | 2009年12月11日 | 1.84       | 3              | 2009年12月12日 | -          |        |
| 43   | 2009年12月18日 | 1.72       | 3              | 2009年12月19日 | -          |        |
| 44   | 2009年12月25日 | 1.56       | 3              | 2009年12月26日 | -          |        |
| 45   | 2010年1月1日   | 1.52       | 3              | 2010年1月2日   |            |        |
| 46   | 2010年1月8日   | 1.44       |                | 2010年1月9日   |            |        |
| 47   | 2010年1月15日  | 1.46       | 2              | 2010年1月16日  |            |        |
| 48   | 2010年1月22日  | 1.74       | 2              | 2010年1月23日  |            |        |
| 49   | 2010年1月29日  | 1.53       |                | 2010年1月30日  |            |        |
| 50   | 2010年2月5日   | 1.74       | 2              | 2010年2月6日   |            |        |
| 51   | 2010年2月12日  | 1.37       | 2              | 2010年2月13日  |            |        |
| 52   | 2010年2月19日  | 1.54       |                | 2010年2月19日  |            |        |
| 53   | 2010年2月26日  | 2.23       | 1              | 2010年2月27日  |            | 結局   |

- 由AGB尼爾森調查，調查範圍是四歲以上收看電視之觀眾。[1][2]

## 其他
- 戲中的東漢書院校門及部分校區場景，拍攝地點為位於台中的亞洲大學。
- 戲中的東漢書院餐廳以及部分校區場景，拍攝地點為位於新竹的中華大學。
- 戲中的東漢書院部分校區場景，拍攝地點為位於台北的國立臺北大學。
- 而東漢書院部分走廊及教室場景，拍攝地點為位於淡水的台北海洋科技大學。
- 劇中的荊州大樓，拍攝地點為位於台北的台北城市科技大學。
- 有關袁大頭的名詞：清朝到民國時期的袁世凱有曾經發行硬幣為「袁大頭」。
- 東吳書院的大門口場景，拍攝地點為位於南投埔里的國立暨南國際大學。

## 外部連結
- （繁體中文）八大電視《終極三國》官方網站 （页面存档备份，存于）
- （繁體中文）八大電視《終極三國》官方部落格 （页面存档备份，存于）
- （繁體中文）八大電視《終極三國》討論區
- （繁體中文）八大電視《終極三國》在 Youtube 的互動影音心理測驗 （页面存档备份，存于）
- （繁體中文）八大電視《終極三國》在 愛島的終極三國造型大賽
- （繁體中文）終極三國電視原聲帶官方部落格  （页面存档备份，存于）
- （繁體中文）終極三國東漢書院  （页面存档备份，存于）
- （繁體中文）終極三國五虎將  （页面存档备份，存于）
- （繁體中文）終極三國5虎將  （页面存档备份，存于）
- （繁體中文）香港無綫電視《終極三國》第一、二季 官方網站 （页面存档备份，存于）
- （繁體中文）香港無綫電視《終極三國》第三季 官方網站 （页面存档备份，存于）
- 互联网电影数据库（IMDb）上《終極三國》的资料（英文）
- 《終極三國》90分鐘版本 （页面存档备份，存于）
- 《終極三國》60分鐘版本